# Sadama

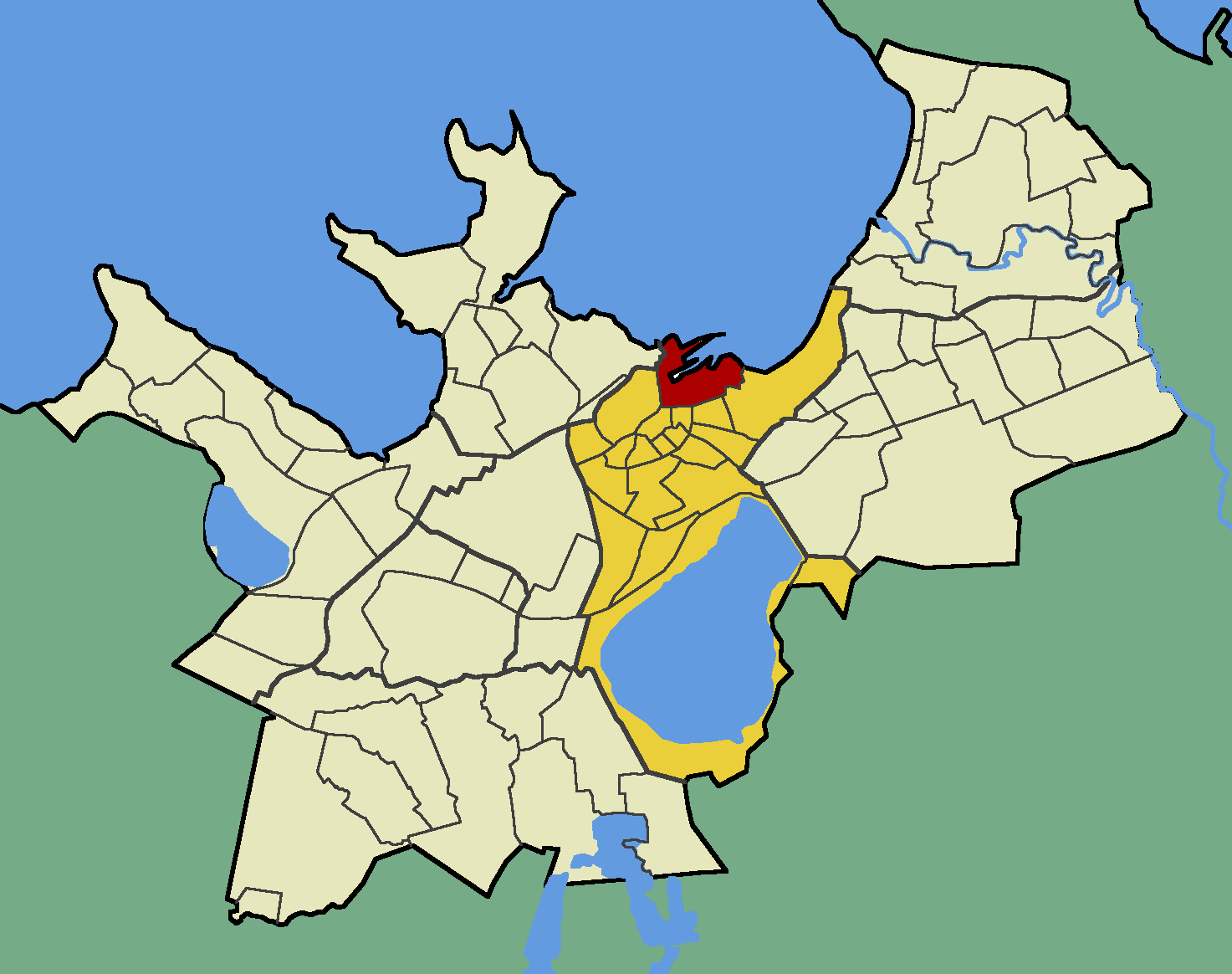
Der Bezirk Sadama (rot) im Tallinner Stadtteil Kesklinn (gelb)

Sadama (zu Deutsch „Hafen“) ist ein Bezirk (estnisch asum) der estnischen Hauptstadt Tallinn. Er liegt im Stadtteil Kesklinn („Innenstadt“).

## Beschreibung und Geschichte
Sadama hat 2.442 Einwohner (Stand 1. Mai 2010).

## Passagierhafen Tallinn
In Sadama befindet sich der Passagierhafen der estnischen Hauptstadt. Er wird auf Estnisch Vanasadam („Althafen“) genannt. Der Hafencode lautet EE VAN.
Von dort verkehren regelmäßig Fähren über die Ostsee nach Helsinki, Stockholm und Sankt Petersburg. Die 23 Kais verteilen sich auf einer Fläche von 529.000 Quadratmetern. Das Aquatorium des Hafens beträgt 759.000 Quadratmeter.
Der Hafen ist einer von vier Häfen, die von der staatlichen Hafengesellschaft AS Tallinna Sadam, betrieben werden.

## Architektur
Aus sowjetischer Zeit stammen das Hauptgebäude der Universität Tallinn und die Tallinner Hauptpost. In dem Stadtbezirk sind nach Wiedererlangung der estnischen Unabhängigkeit seit den 1990er Jahren zahlreiche moderne Wohn- und Geschäftshäuser entstanden, unter anderem das im März 2001 eröffnete Multiplex-Kino Coca-Cola Plaza.
In Sadama befinden sich auch die 2007 eingeweihte Neue Synagoge der estnischen Hauptstadt und eine historische Kirche der Estnischen Apostolisch-Orthodoxe Kirche (Eesti Apostlik-Õigeusu Kirik) aus dem 18. Jahrhundert.

## Bilder

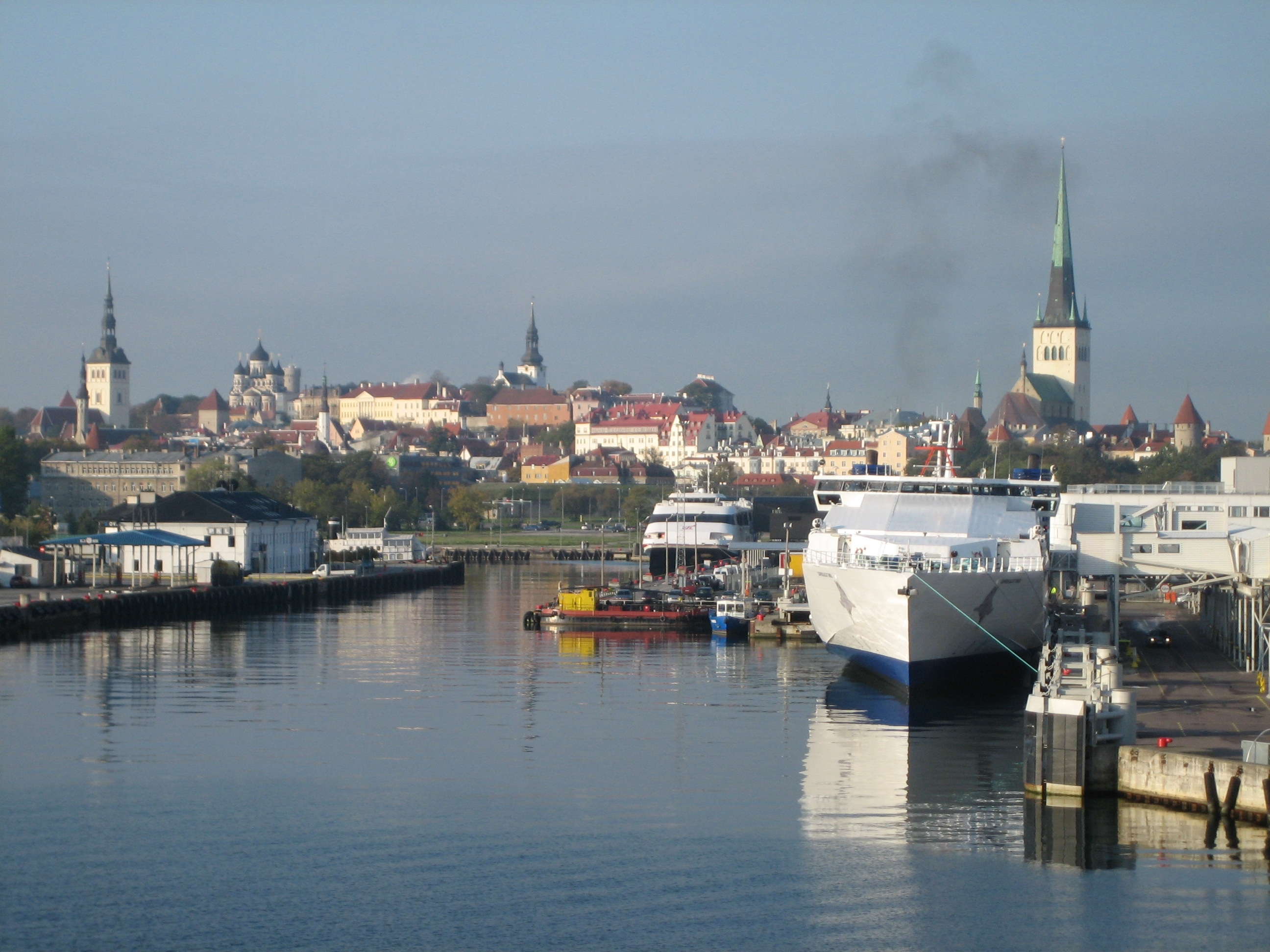
Der Tallinner Hafen mit der Stadtsilhouette im Hintergrund
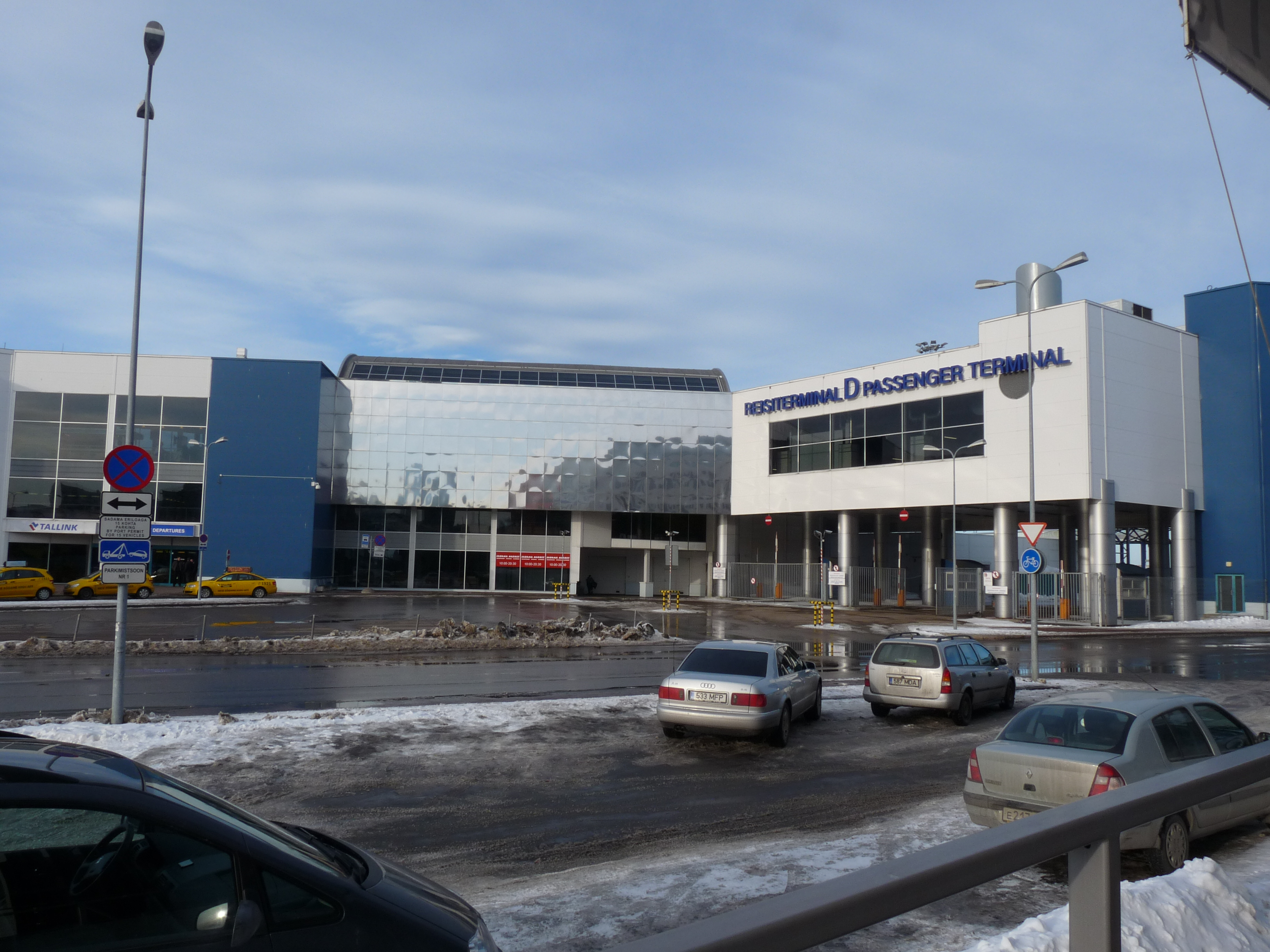
Passagierhafen von Tallinn (Terminal D)
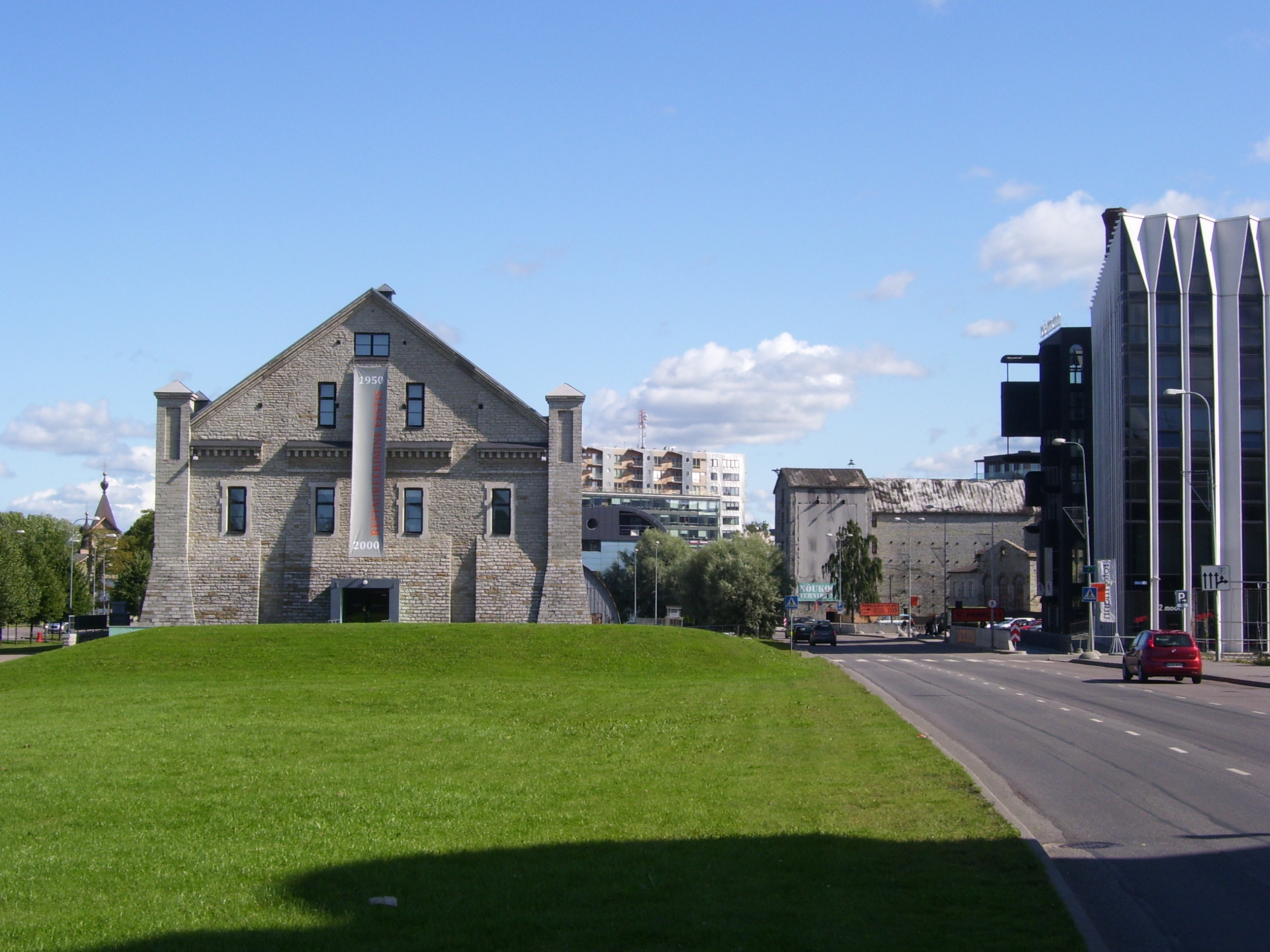
Das „Rottermann'sche Salzlager“, heute Sitz des Estnischen Architekturmuseums
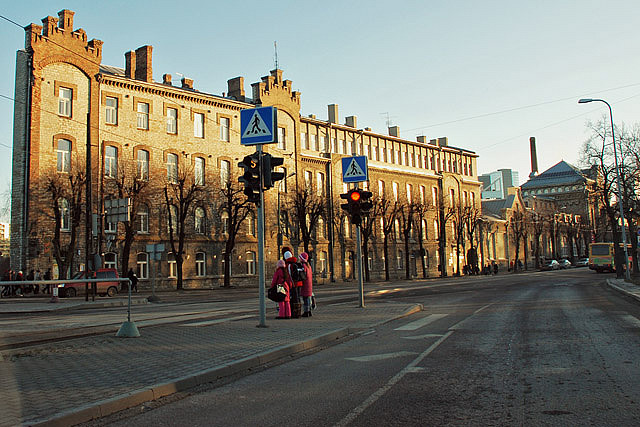
Hafenarchitektur, die heute Restaurants, Clubs und Geschäfte beherbergt
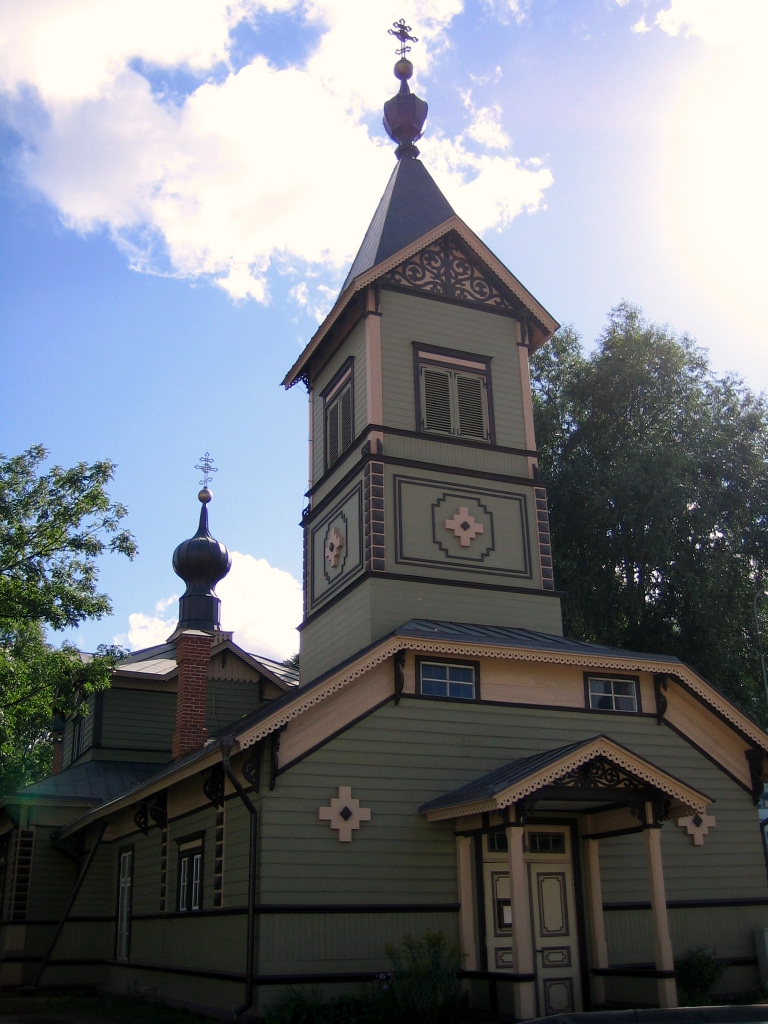
Orthodoxe Kirche aus dem 18. Jahrhundert